# Buddhismus in Afghanistan

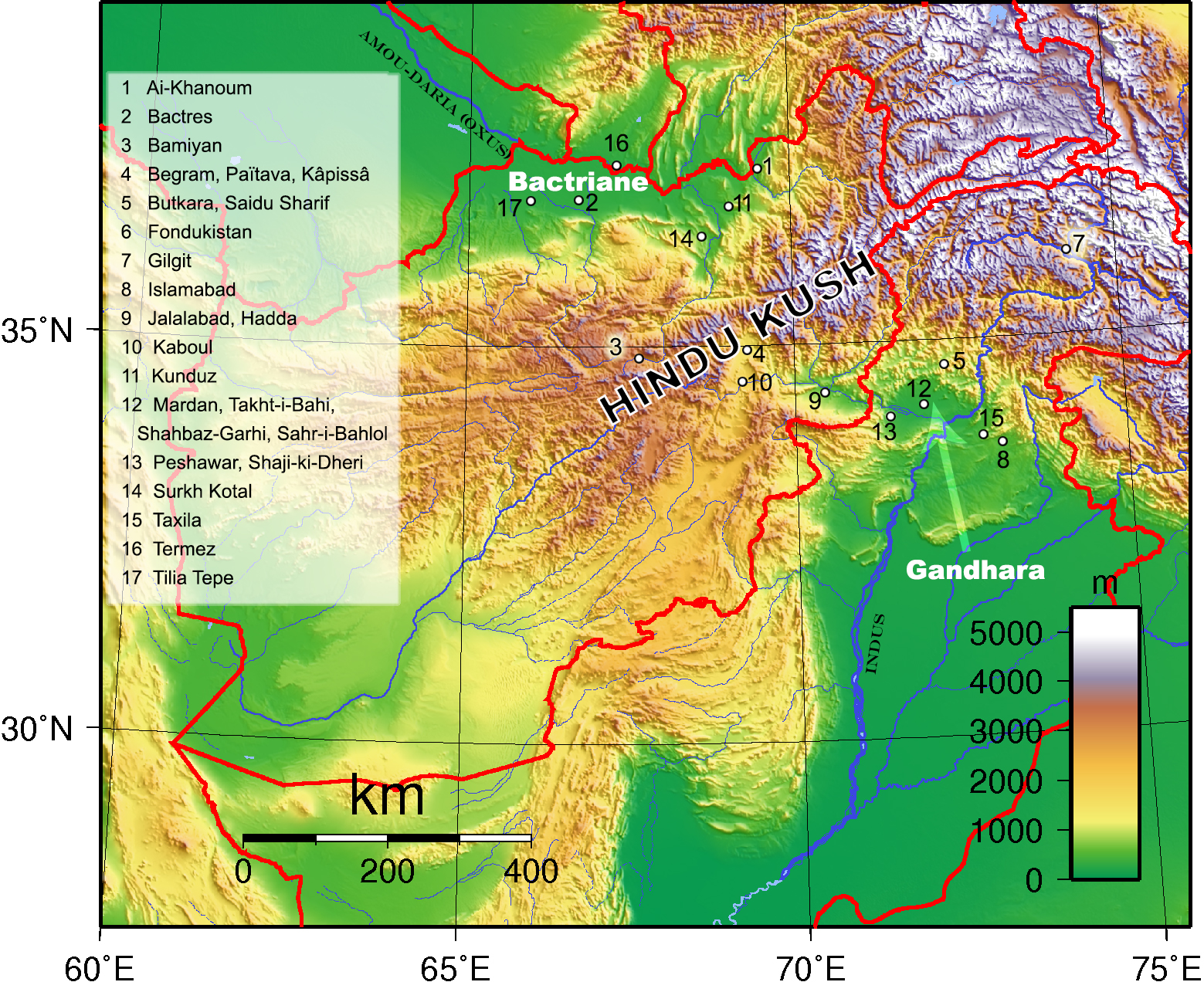
Städte in den historisch bedeutsamen buddhistisch geprägten Regionen Gandhara und Baktrien, die beide nur in Teilen in den Grenzen des heutigen Staates Afghanistan liegen

Der Buddhismus in Afghanistan ist ein vornehmlich historisches Phänomen, da die Religion heutzutage in Afghanistan keine Anhänger hat. Von den Anfängen des Buddhismus in der Region ab der Mitte des 3. Jahrhunderts vor Christus bis zu seinem weitgehenden Verschwinden etwa ab der Zeit der Eroberung Afghanistans durch muslimische Soldaten im 8. Jahrhundert nach Christus, hatte der Buddhismus in der Region allerdings etwa 1000 Jahre lang eine hohe Bedeutung. Er prägte seinerzeit im Wesentlichen zwei Regionen des heutigen Afghanistan. Zunächst etabliert wurde er in der Region Gandhara, von der nur der westliche Teil in Afghanistan liegt, wenig später auch in Baktrien, von der nur der südliche Teil in Afghanistan liegt. Als Bindeglied zwischen Indien und der Seidenstraße war die Region auch wichtig für die Verbreitung des Buddhismus nach Zentralasien und China.
Griechische Soldaten unter Alexander dem Großen waren auf ihrem Indienfeldzug (327/26 vor Christus) durch die Region gezogen. Sie brachten die griechisch-hellenistische Kultur in dieses Gebiet, welche dort über mehrere Jahrhunderte starken Einfluss auf die lokale Kultur und Kunst ausübte.
Als Quellen für die Ausbreitung des Buddhismus nach Afghanistan dienen archäologische Zeugnisse sowie Handschriften. Die wissenschaftliche Erforschung und Dokumentierung der Quellen begann in den 1830er Jahren. Durch jahrzehntelange Kriege, vor allem im Afghanischer Bürgerkrieg (1989–2001), sind seit der zweiten Hälfte des 20. Jahrhunderts zahlreiche archäologische Güter geplündert und zerstört worden.

## Geschichte des Buddhismus in Afghanistan

Das heutige Afghanistan (Begram, Balch) verband das antike Indien mit den Hauptrouten der Seidenstraße und war damit ein Bindeglied zur Verbreitung des Buddhismus nach Zentralasien und China, da es aufgrund des Himalaya-Gebirges und der tibetischen Hochebene keine direkten Verbindungen nach China gab.

Die Verbreitung des Buddhis in das heutige Afghanistan begann spätestens im 3. Jahrhundert v. Chr. durch die indische Maurya-Dynastie, insbesondere durch den Herrscher Ashoka (268–233 v. Chr.). Das Reich Ashokas dehnte sich von Indien aus nach Kabul im Osten Afghanistan bis nach Kandahar im Süden des Landes aus. Aus Inschriftentexten lässt sich erschließen, dass der Herrscher die Religionen in seinem Reich förderte, vor allem jedoch den Buddhismus. Eine weitere Verbreitung des Buddhismus spielte sich unter der Herrschaft der Kuschana ab. Durch ihre Herrschaft wurde Indien über die Regionen Gandhara und Baktrien über die Städte Taxila, Peschawar (beide in Pakistan), Bamiyan und Balch an das System der Seidenstraße angebunden. Entlang dieser Route verbreitete sich der Buddhismus aus Indien über das heutige Afghanistan (Gandhara und Baktrien) nach Zentralasien und von dort vermutlich spätestens im 2. Jahrhundert ins heutige China.
Viele archäologische Zeugnisse belegen, dass die Zeit der Herrschaft der Kuschana-Dynastie eine Blütezeit der Kultur, Wirtschaft und Religion in Ghandara war. Aber auch nach der Herrschaft der Kuschana-Dynastie blieb der Buddhismus in Ghandara ein wichtiges kulturelles Element.

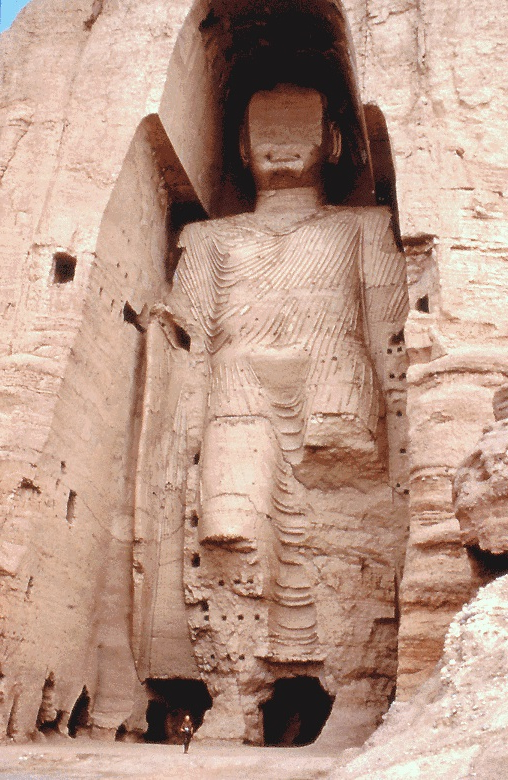
Größere der beiden Buddha-Statuen von Bamiyan vor ihrer Zerstörung 2001 durch die Taliban

Zu den wichtigsten Monumenten des Buddhismus nach Ende der Kuschana-Dynastie zählen die beiden monumentalen Buddha-Statuen in Bamiyan im heutigen Afghanistan. Die Arbeiten an diesen Buddha-Statuen erstreckten sich über rund hundert Jahre. Die kleinere Buddha-Statue (35 Meter hoch) wurde etwa zwischen 544 und 592 geschaffen. Die größere Buddha-Statue (53 Meter hoch) entstand zwischen 591 und 644. Der gewaltige Aufwand für das Erschaffen der beiden monumentalen Buddha-Statuen in Bamiyan zeigt die große Bedeutung des Buddhismus in Bamiyan in der Zeit von ca. 544 bis 644.
Aus der Zeit um 632 gibt es Reiseberichte von chinesischen Mönchen, die über die Seidenstraße im Jahr 632 nach Indien pilgerten. Darin wurden die monumentalen Buddha-Statuen und die buddhistischen Gemeinden in Bamiyan beschrieben.
Etwa hundert Jahre später reiste der Koreaner Hyecho durch Bamiyan. Sein Reisebericht malte ein positives Bild des Buddhismus in Bamiyan. Er erwähnte auch buddhistische Mönche und buddhistische Klöster in Bamiyan.
Nach dem Sturz der Sassaniden-Dynastie durch die frühislamischen arabischen Eroberer 642 kam der Buddhismus in der Region unter Druck. Der islamische Herrscher von Basra, Abdallah ibn Amir brachte bereits 652 Herat, Balch und Badghis unter seine Herrschaft. Erst Anfang des 8. Jahrhunderts konnte Qutaiba ibn Muslim die muslimische Herrschaft in der Region konsolidieren. Balch wurde zum religiösen Zentrum, von dem aus das Flachland im Norden Afghanistans islamisiert wurde. Aufgrund des bergigen Terrains und der kleinteiligen politischen Herrschaft hielten sich in anderen Teilen Afghanistan noch über zwei Jahrhunderte nicht-muslimische Herrscher an der Macht. Dazu gehörten unter anderem buddhistische Herrscher in Bamiyan. Die Saffariden eroberten Bamiyan schließlich 871, eine historische Quelle berichtet aber, dass spätere Herrschaft noch Mitte des 10. Jahrhunderts zur erneuten Konversion zum Islam gezwungen werden mussten.
Die weitgehend muslimische Herrschaft führte jedoch nicht zu einem sofortigen Niedergang der buddhistischen Kultur. Auch nach dem Übertritt des Herrschers in Bamiyan zum Islam bestanden dort buddhistische Klöster noch über hundert Jahre weiter. Viele buddhistische Bauwerke blieben über Jahrhunderte erhalten, in manchen Fällen wurden buddhistische Stätten als muslimische Stätten umgeformt. Einige der buddhistischen Eliten wurden Teil der neuen muslimischen Elite. Auch in Kultur und Literatur wird ein großer Einfluss des buddhistischen Erbes auf die neu entstehende muslimische Kultur in Afghanistan angenommen. Bis zur Jahrtausendwende war der Buddhismus als praktizierte Religion jedoch nahezu vollständig aus der Region verschwunden.

## Archäologische Zeugnisse für den Buddhismus in Afghanistan
Der Maurya-Herrscher Aschoka (alternative Schreibweise: Ashoka) (ca. 268–232 vor Christus) förderte den Buddhismus. Aus seinen Inschriften geht hervor, dass er dem Buddhismus besonders verbunden war. Für seine Inschriften im Nordwesten Indiens (in Kandahar, Lampaka und am Fluss Laghman) ließ Aschoka auch das Griechische und das Aramäische verwenden. Abgesehen von diesen beiden Inschriften gibt es aber kaum überlieferte Hinweise auf den Buddhismus in Afghanistan zu dieser Zeit. Dies änderte sich erst unter der Dynastie der Kuschanas, die von Baktrien im Norden Afghanistans kommend, ihr Reich bis nach Indien und in das chinesische Turkestan ausdehnten.
Nach der Eroberung Afghanistans durch Alexander den Großen verwendeten lokale Bildhauer griechisch-römische Kunstformen für bildliche Darstellungen buddhistischer Themen und für die Verzierung von buddhistischen Gebäuden. Die Zeit der Kuschana-Dynastie war eine Blütezeit des Buddhismus in Gandhara. Das Herrschaftsgebiet der Kuschana-Dynastie umfasste Nordindien und Teile der heutigen Länder Afghanistan, Usbekistan und Tadschikistan und reichte bis in die heutige Autonome Region Xinjiang in der Volksrepublik China.

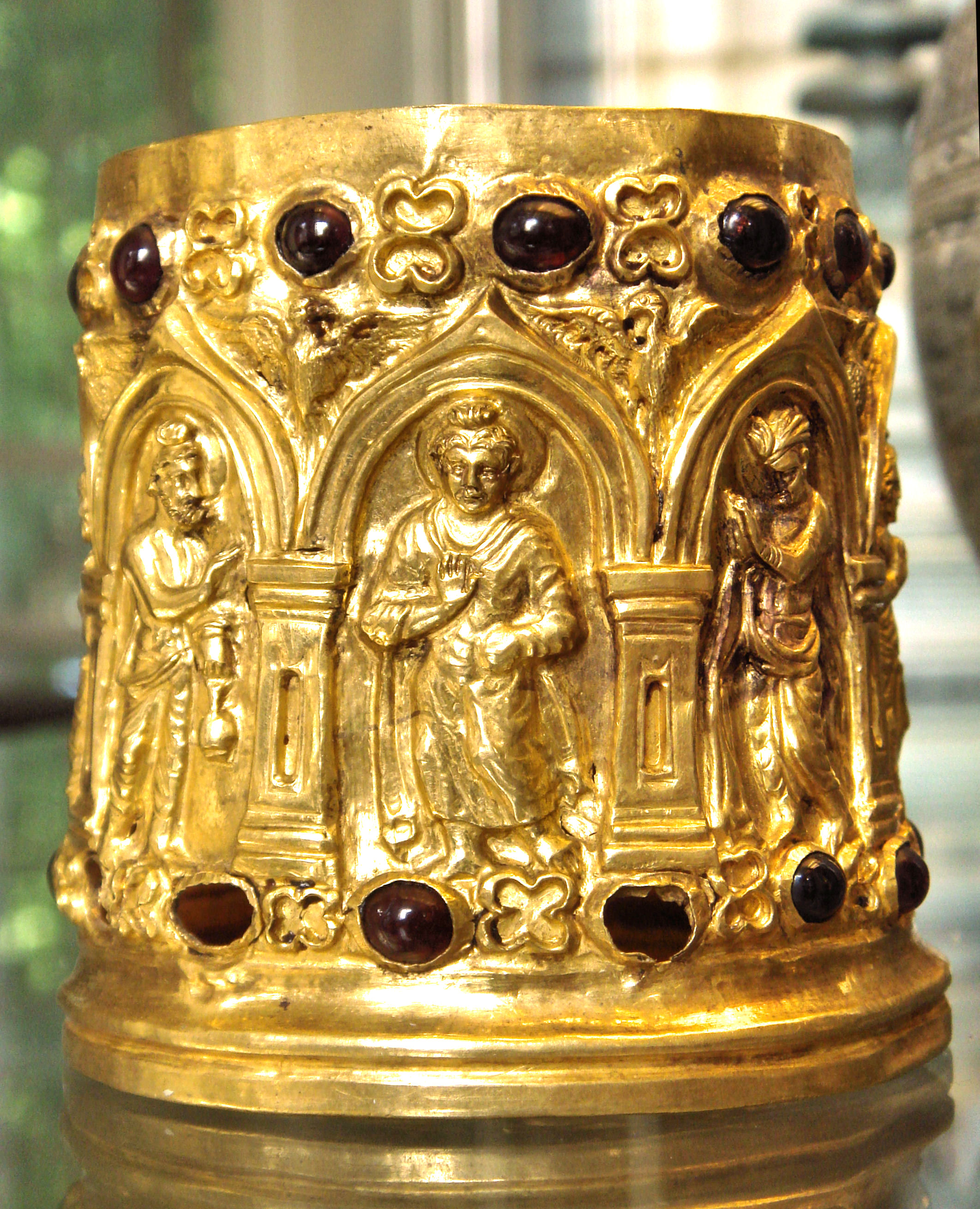
Das in den 1830er Jahren nahe Dschalalabad gefundene Bimaranreliquiar zeigt eine der frühesten anthropomorphen Darstellungen des Religionsstifters Siddharta Gautama und wird auf das erste nachchristliche Jahrhundert geschätzt. Eine genaue Datierung ist aber aufgrund fehlender Textquellen nicht möglich.

Das früheste bisher gefundene Bildnis des Buddha, das zeitlich sicher eingeordnet werden kann, ist das Buddha-Bild auf den Goldmünzen eines Herrschers der Kuschana-Dynastie (alternative Schreibweise: Kushana-Dynastie), Kanischka (alternative Schreibweise: Kanishka). Auf diesen Goldmünzen, die etwa auf den Zeitraum 127–150 nach Christus datiert werden, steht der Name des Buddha in griechischer Schrift (ΒOΔΔO). Möglicherweise frühere Darstellungen des Buddha aus dem 1. Jahrhundert nach Christus sind nicht mit Sicherheit datierbar.
Buddhistische Hinterlassenschaften wurden an vielen Orten in Afghanistan gefunden, etwa Surch Kotal, in Kuhna Masjid ein Kloster aus dem 4. oder 5. Jahrhundert. Im Norden des Landes wurden nahe Aibak in Tacht-i-Rustam Kloster-Höhlen und eine Stupa gefunden. In Kandahar wurden Überreste einer buddhistischen Stupa in die spätere islamischen Verteidigungsanlagen integriert. Nahe Begram (antikes Kapisa) im Nordwesten Kabuls, wo der Schatz von Begram entdeckt wurde, wurden ebenfalls zwei Klöster aus der Kuschana-Zeit ausgegraben, eins in Shotorak, ein anderes in Paitava. Weitere Fundorte sind unter anderen in Fundukistan und den Bergen um Kabul.
Zu den herausragenden Funden gehört eine Gruppe buddhistischer Klöster, Stupas und Karawanserien in Hadda nahe dem antiken Nagarahara (heute Dschalalabad) aus der Zeit zwischen dem 1. und 7. Jahrhundert. Die Funde weisen auf die Bedeutung des Ortes als einer der Hauptrouten zwischen dem Punjab und der Region Kabul. Französische und afghanische Archäologen fanden dort mehr als 500 Stupas und 23.000 Köpfe von Statuen.
Die zahlreichen buddhistischen Funde im Bamiyan-Tal im Hindukusch auf etwa 2.500 Meter Höhe sind ebenfalls auf die Bedeutung des Ortes als Durchgangsort für die Handelsroute von Indien nach Zentralasien, in diesem Fall zwischen dem antiken Kapisa (Begram) und Balch. Besonders bekannt, bereits seit den Reiseberichten chinesischer Mönche aus dem 5. und 7. Jahrhundert, die auch schon in der frühen Neuzeit in Europa bekannt waren, waren die beiden großen Buddha-Statuen von Bamiyan, 38 m und 55 m hoch. Um die Statue herum wurden zahlreiche dekorierte Höhlen entdeckt. Im nahegelegenen Tal von Krak wurde eine weitere 7 m hohe Buddha-Statue entdeckt.

## Zerstörung und Bedrohung archäologischer Zeugnisse des Buddhismus in Afghanistan
Im Zuge des afghanischen Bürgerkriegs (1989–2001) kam es zu weitgehenden Zerstörungen des kulturelle Erbes in Afghanistan durch Mudschahedin und die Taliban, worunter vor allem prä-islamische Monumente wie die viele buddhistischen Bauten und Fundstücke fielen. Der bekannteste Fall fand im März 2001 statt, als Mitglieder der Taliban-Bewegung die beiden monumentalen Buddha-Statuen in Bamiyan (die größten stehenden weltweit) in die Luft sprengten. Bereits seit Beginn des Bürgerkriegs war es durch zahlreiche Zerstörungen und Plünderungen des buddhistischen Erbes durch verschiedene Mudschahedin-Gruppierungen im Bamiyan-Tal sowie in anderen Gegenden des Landes gekommen. Zu zahlreichen weiteren Zerstörungen kam es im Laufe des Krieges auch in anderen archäologischen Stätten, unter anderem in Hadda. Ein weiteres Problem stellten Raubgrabungen und Plünderungen dar. Es wird geschätzt, dass 70 % der etwa 160.000 Objekte des Nationalmuseums in Kabul entweder im Bürgerkrieg geplündert oder von den Taliban mutwillig zerstört wurden.
Auch nach Ende des Bürgerkriegs gingen archäologische Funde verloren oder wurden zerstört. So kam es zu weiteren Zerstörungen in der auf die Terroranschläge vom 11. September 2001 folgenden NATO-Intervention in Afghanistan. Beim Aufbau einer US-amerikanisches Militärbasis in Begram wurde zahlreiche archäologische Zeugnisse zerstört. 2007 vergab die afghanische Regierung die Grabungsrechte für Kupfer in Mes Aynak an China. Wie sich später herausstellte, hatte der zuständige Minister für Bergbau, Mohammed Ibrahim Adel, Bestechungsgelder in Höhe von 30 Millionen US-Dollar erhalten. Es besteht die Sorge, dass die noch nicht entdeckten archäologischen Fundstücke zerstört werden. 2009 wurde die französische archäologische Mission nach Afghanistan (La Délégation archéologique française en Afghanistan, DAFA) um Mithilfe bei Rettungsgrabungen in Kooperation mit dem afghanischen Institut für Archäologie gebeten. Der Plan wurde zwischen China und der Taliban-Regierung wiederaufgenommen, im Juli 2024 begann der Bau einer Zufahrtsstraße zu den Kupfervorkommen.

## Schriftliche Quellen für den Buddhismus in Afghanistan

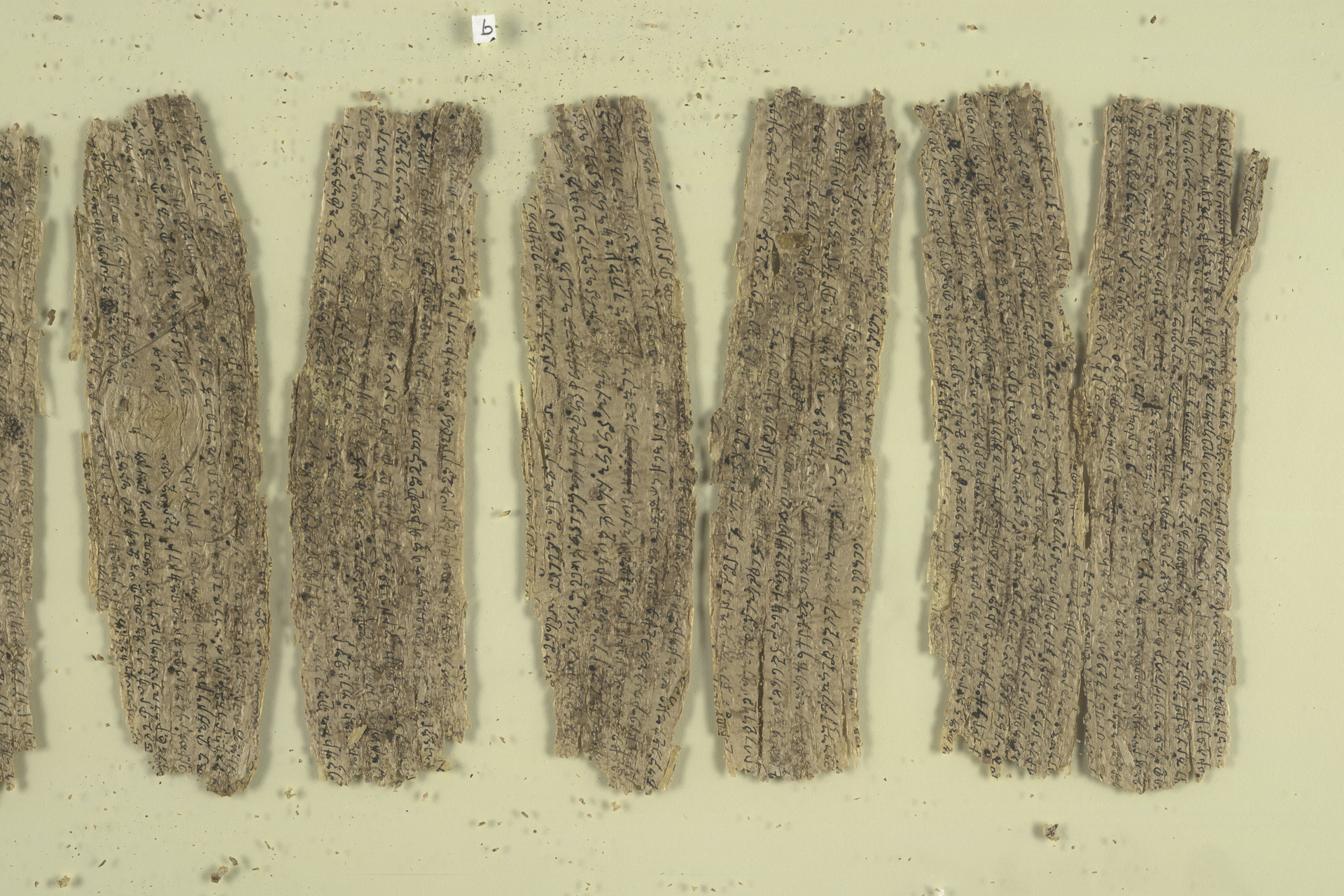
Buddhistischer Text aus Gandhara (Afghanistan oder Pakistan) auf Birkenrinde in Kharoshthi-Schrift, 1. Jh. n. Chr., British Library

Seit den 1990er sind frühe buddhistische Handschriften aus der Gandhara-Region auf den Markt gekommen. Die Herkunft der Handschriften sind nicht zweifelsfrei belegbar, einige werden aber auf Funde in Afghanistan zurückgeführt. Es handelt sich um Schriftrollen in der Gandhari-Sprache, die in der Kharoshthi-Schrift niedergeschrieben wurden, ebenso wie frühe Manuskripte in Sanskrit. Der Großteil der Handschriften befindet sich in der privaten Schøyen-Collection, der ebenfalls privaten Hirayama Ikuo and Hayashidera Genshû-Collection, sowie in der British Library.
Bedeutend als Quelle für den Buddhismus in Gandhara sind Fragmente von Mahayana-Sutras. Die Mahayana-Sutras werden von vielen Buddhisten für authentische Reden des Buddha gehalten. Forschungen ergaben aber, dass die Mahayana-Sutras erst nach Buddha verfasst wurden. Die Mahayana-Sutras spielen eine zentrale Rolle für den Mahayana-Buddhismus in Zentralasien und Ostasien. Die Fragmente von Mahayana-Sutras aus Gandhara deuten darauf hin, dass der Buddhismus in Gandhara wahrscheinlich eine zentrale Rolle bei der Entstehung des Mahayana-Buddhismus spielte.
Es bestehen nur wenige historische Beschreibungen der Region. Bekannt sind v. a. die Reiseberichte buddhistischer Mönche, darunter die Berichte von Faxian (5. Jh.), Xuanzang (7. Jh.) und Hyecho (8. Jh.).

## Forschungsgeschichte
Charles Masson war der erste Pionier der Entdeckung und Erforschung der buddhistischen archäologischen Quellen in Afghanistan. Zwischen 1832 und 1838 forschte er in Bamiyan und entdeckte er etwa 50 buddhistische Monumente in der Umgebung von Kabul und Dschalalabad, unter anderen Hadda und Begram. Er sammelte etwa 9.000 Gegenstände, die er an die Regierung in Bombay übergab. Heute sind die Funde im Besitz des British Museum. 1842 veröffentlichte Masson eine vierbändige Beschreibung seiner Tätigkeiten in Afghanistan (und zuvor im Punjab und Baluchistan).
Die erste geplante und auf wissenschaftliche Untersuchung durchgeführte Expedition nach Afghanistan erfolgte durch die französische archäologische Mission nach Afghanistan (DAFA). Sie wurde 1922 auf Bitte der afghanischen Regierung begründet, um archäologische Grabungen und Untersuchungen durchzuführen. Bis 1965 wurden die Funde je zur Hälfte aufgeteilt zwischen dem afghanischen Nationalmuseum in Kabul und dem Musée des Arts Asiatiques-Guimet in Paris. Seitdem behielt Afghanistan alle Funde im Land. Die Mission unterbrach ihre Arbeit 1940–1946 aufgrund des Zweiten Weltkriegs und 1989–2002 aufgrund des afghanischen Bürgerkriegs.  Nach der Machtübernahme der Taliban 2021 sah sich DAFA gezwungen, das Land wieder zu verlassen.
1965 wurde das Afghanische Institut für Archäologie gegründet. Seitdem wurden Ausgrabungen nicht mehr länger nur in Kooperation mit Frankreich genehmigt. Es folgten Kooperationen mit Ausgrabungsteams aus Italien, den USA, Deutschland, Groß-Britannien, Japan, Indien und der Sowjetunion.